# Gylippus afghanensis
Gylippus afghanensis är en spindeldjursart som beskrevs av Roewer 1960. Gylippus afghanensis ingår i släktet Gylippus och familjen Gylippidae. Inga underarter finns listade i Catalogue of Life.